# Alekszandr Alekszandrovics Szmisljajev
Alekszandr Alekszandrovics Szmisljajev (orosz írással: Алекса́ндр Алекса́ндрович Смышля́ев; Liszva, Permi határterület, 1987. március 16. –) orosz síakrobata.

## Élete
Kilencéves volt amikor először kezdett el síelni Csuszovojban. 2012-ben egyike volt annak a 45 főnek, akit a Csuszovoji önkormányzati járás vezetősége ösztöndíjban részesített a sportban elért kiváló eredményei elismeréseként. 2013-ban pedig megkapta az „Orosz Sport Mestere” címet.
A 2006-os FIS junior vb-n 5. lett mogulban, 6. pedig dual mogulban; egy évvel később a svájci Airolóban rendezett vb-n mogulban szintén 5., míg dual mogulban a 8. helyen zárt. A 2009-es síakrobatikai világbajnokság mogul versenyszámában a 46., dual mogulban pedig a 17. lett. 2011-es vb-n mogulban az 5. helyet, dual mogulban a 10. helyet szerezte meg. Két évvel később, a norvégiai Vossban rendezett világbajnokság mogul versenyszámában a 13., ugyanakkor dual mogulban a 11. helyen ért célba.
A 2006-os torinói olimpián a férfi síakrobaták mogul versenyszámában a 13., négy évvel később a vancouveri olimpián – ugyancsak a férfi mogul versenyszámában – a 10. helyen zárt. 2014-ben Szocsiban, a téli olimpia síakrobatika férfi mogul versenyszámában – két kanadai, Alexandre Bilodeau és Mikaël Kingsbury mögött – a harmadik helyen ért célba.